# VM i orientering 1972
VM i orientering 1972 var 4. udgave af verdensmesterskabet i orientering, der blev afviklet 14.-16. september 1972 i Jicin i det daværende Tjekkoslovakiet.

## Medaljetagere

### Herrer

#### Individuelt
1. Åge Hadler, Norge 1.35.57
2. Stig Berge, Norge 1.40.52
3. Bernt Frilén, Sverige 1.43.55

#### Stafet
1. Sverige (Lennart Carlström, Lars Arnesson, Arne Johansson, Bernt Frilén) 4.41.37
2. Schweiz (Dieter Hulliger, Dieter Wolf, Bernhard Marti, Karl John) 4.47.23
3. Ungarn (Zoltán Boros, János Sőtér, Géza Vajda, András Hegedűs) 5.09.29

### Damer

#### Individuelt
1. Sarolta Monspart, Ungarn 1.17.01
2. Pirjo Seppä, Finland 1.18.35
3. Birgitta Larsson, Sverige 1.18.53

#### Stafet
1. Finland (Sinikka Kukkonen, Pirjo Seppä, Liisa Veijalainen) 2.33.42
2. Sverige (Birgitta Johansson, Ulla Lindkvist, Birgitta Larsson) 2.33.52
3. Tjekkoslovakiet (Naďa Mertová, Renata Vlachová, Anna Hanzlová) 2.45.00